# Darrington (Washington)
Pour les articles homonymes, voir Darrington.
Darrington est une ville du comté de Snohomish dans l'État de Washington.
La ville a été raccordée au réseau ferroviaire de la Northern Pacific Railway en 1901; de l'or avait été découvert en 1889 dans la région. Darrington a été incorporée officiellement en 1945.
En 2010, la population est de 1 347 habitants.